# Função retangular

Gráfico da função retangular.

Em matemática, a função retangular é a função descontínua {\displaystyle {\hbox{rect}}:\mathbb {R} \to \mathbb {R} \,} dada por:
{\displaystyle \mathrm {rect} (t)=\sqcap (t)={\begin{cases}0&{\mbox{if }}|t|>{\frac {1}{2}}\\[3pt]{\frac {1}{2}}&{\mbox{if }}|t|={\frac {1}{2}}\\[3pt]1&{\mbox{if }}|t|<{\frac {1}{2}}\end{cases}}}